# Колін фон Еттінґсгаузен
Колін фон Еттінґсгаузен (нім. Colin von Ettingshausen, 11 серпня 1971) — німецький академічний веслувальник.
Срібний призер Олімпійських Ігор 1992 року в складі розпашної двійки без стернового, учасник 1996 року.
Чемпіон світу 1993 року в складі вісімки.